# Национальный парк Кеннеди-Рендж
Национальный парк Кеннеди-Рейндж (англ. Kennedy Range National Park) — национальный парк в регионе Гаскойн в Западной Австралии, примерно в 830 км к северу от Перта и примерно в 185 км к востоку от Карнарвона.

## Географические характеристики
Парк Кеннеди-Рейндж, известный как «Мундатаррда» в местной языковой группе аборигенов Инггарда, расположен примерно в 3 часах езды к востоку от Карнарвона. Кеннеди-Рейндж представляет собой обширное плато из песчаника шириной от 12 до 25 км и длиной около 75 км. За миллионы лет природные силы выветрели долины и создали замечательные скалы. Впечатляющие скалы из песчаника можно найти на южной и восточной сторонах хребта, которые расчленены крутыми каньонами высотой до 100 метров.
Хребет образовывал естественную границу для двух населений аборигенов, майя и малгару. Природные источники, расположенные на краю хребтов, давали дичь для охоты, а обнажения кремня служили камнем для инструментов. Более 100 памятников свидетельствуют о том, что коренные австралийцы населяли этот район более 20 000 лет до заселения европейцами.

## История
Первым европейцем, исследовавшим этот район, был Фрэнсис Томас Грегори, чья экспедиция достигла этого хребта в 1858 году. Грегори назвал этот хребет в честь тогдашнего губернатора Западной Австралии Артура Эдварда Кеннеди. Он также назвал близлежащую реку Лион в той же экспедиции, прежде чем отправиться на гору Август. Вскоре после этого в этот район прибыли скотоводы, когда Чарльз Брокман основал станцию Булатана в 1877 году, и регион добился успеха в производстве шерсти до 1930-х годов, когда чрезмерный выпас скота, засуха и Великая депрессия привели к краху большинства предприятий.
Долины и равнины хребта сильно деградировали, но вершина хребта лишь слегка пострадала в результате пастбищной деятельности. Район разведан на полезные ископаемые, но не разрабатывался.

Виды национального парка
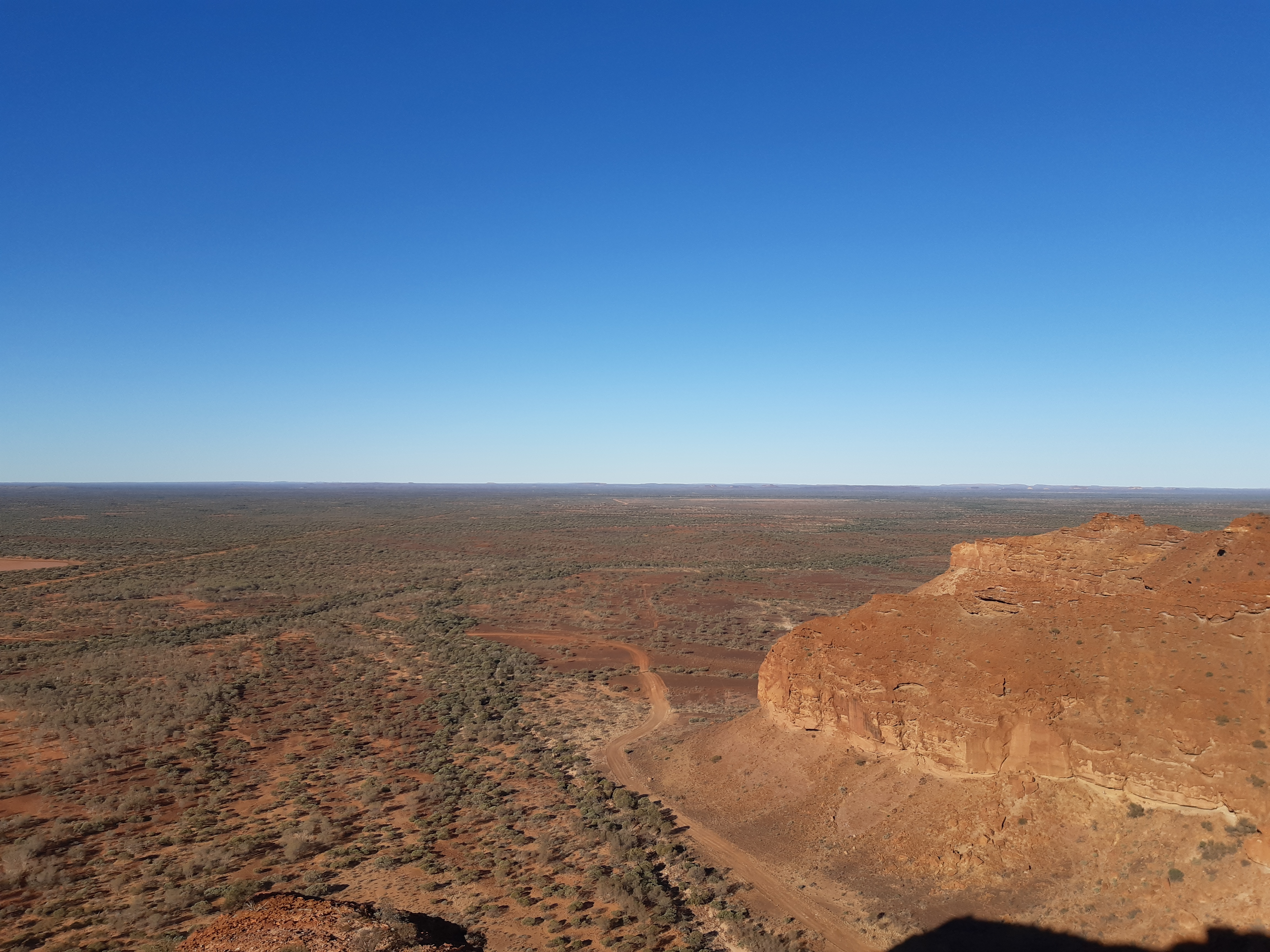
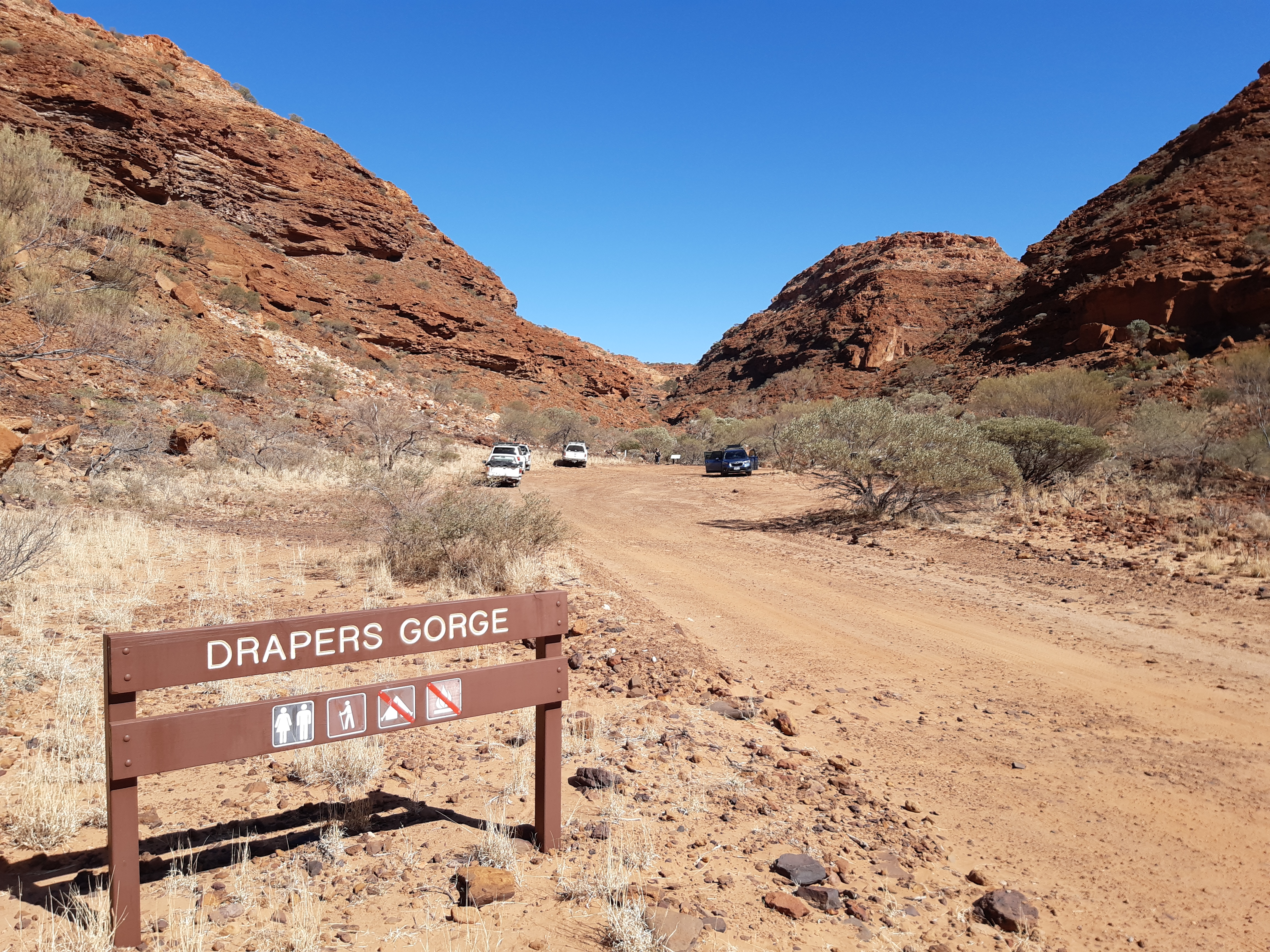
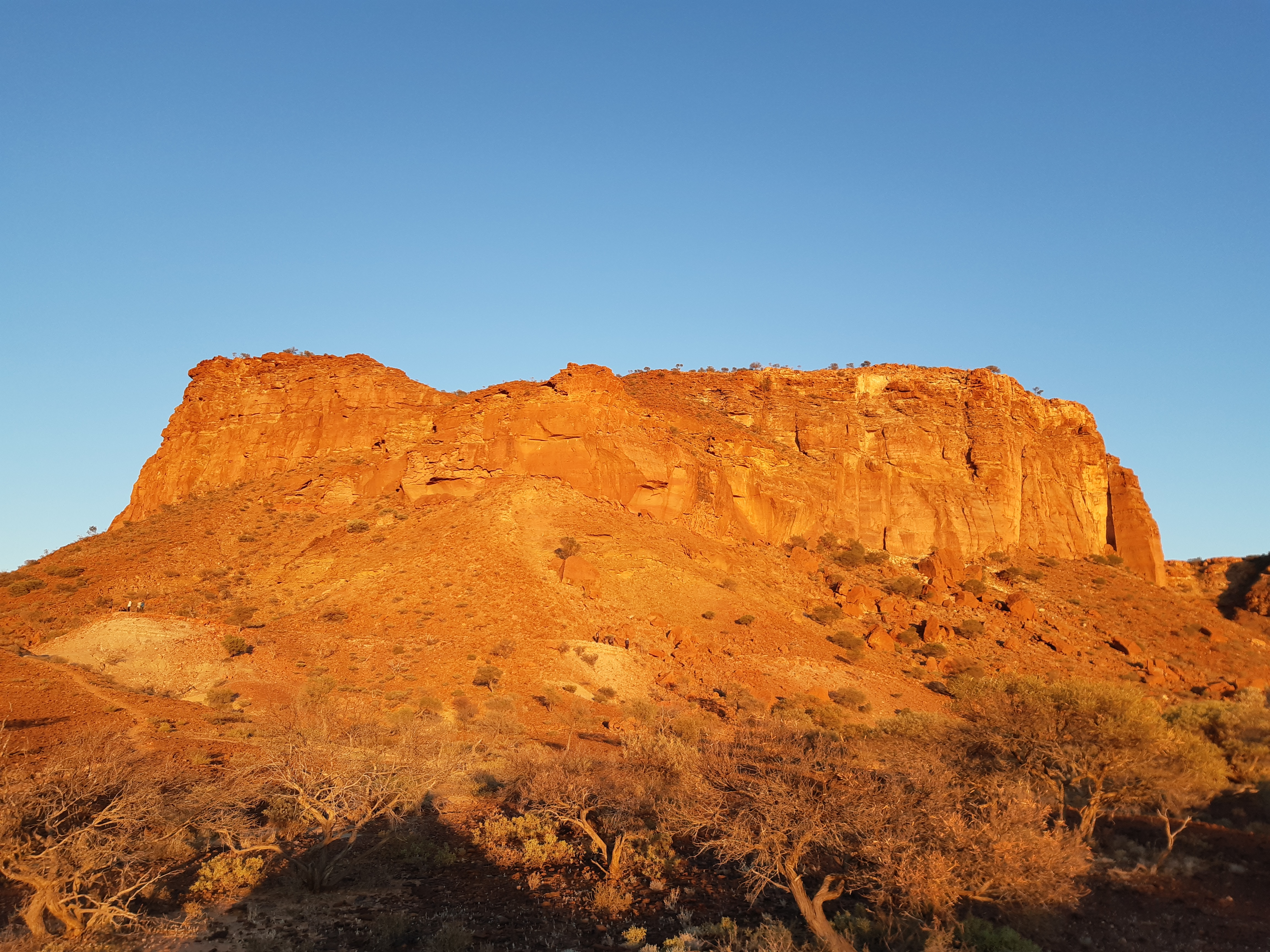
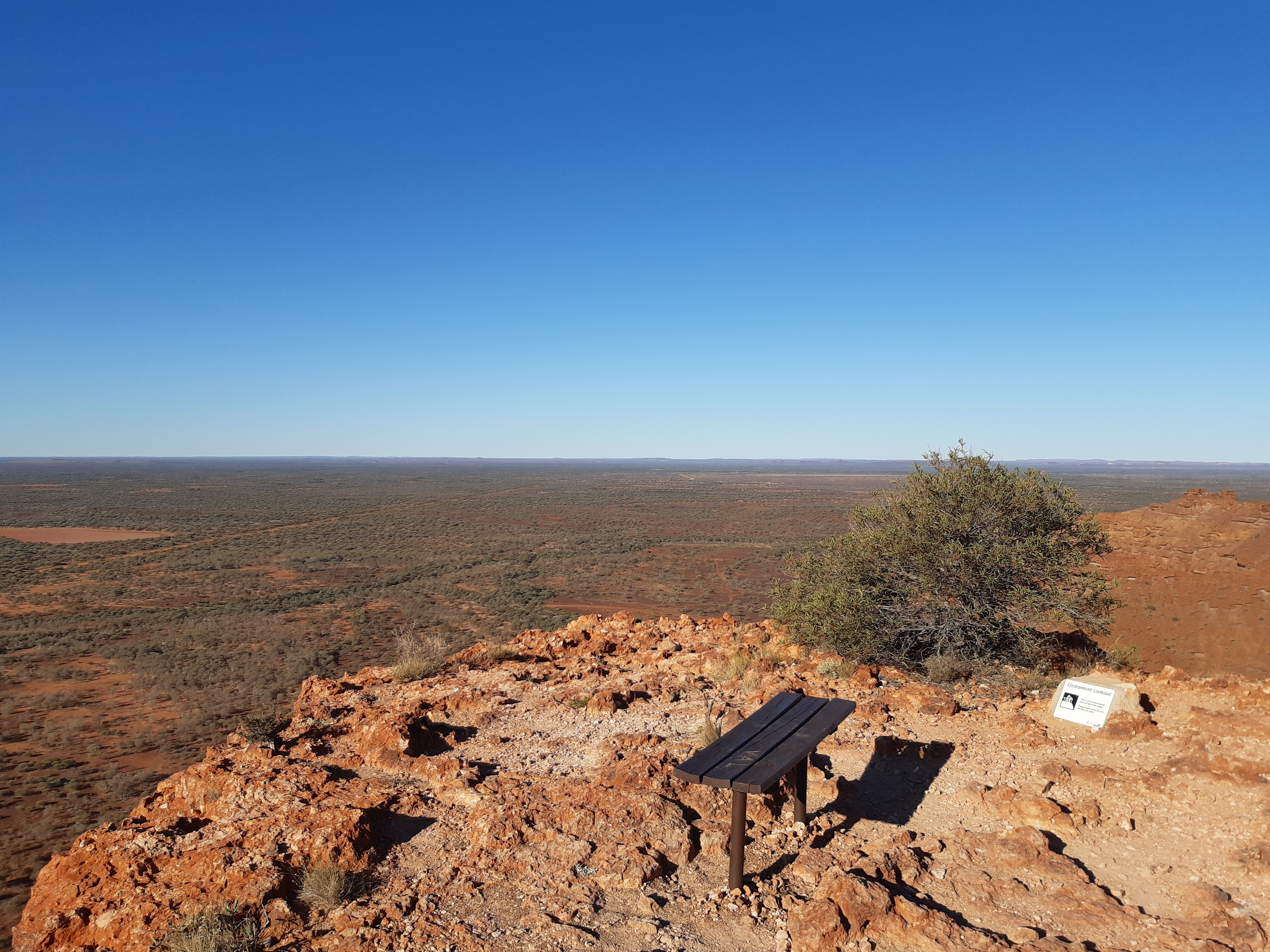